# Kirche von Skepperstad

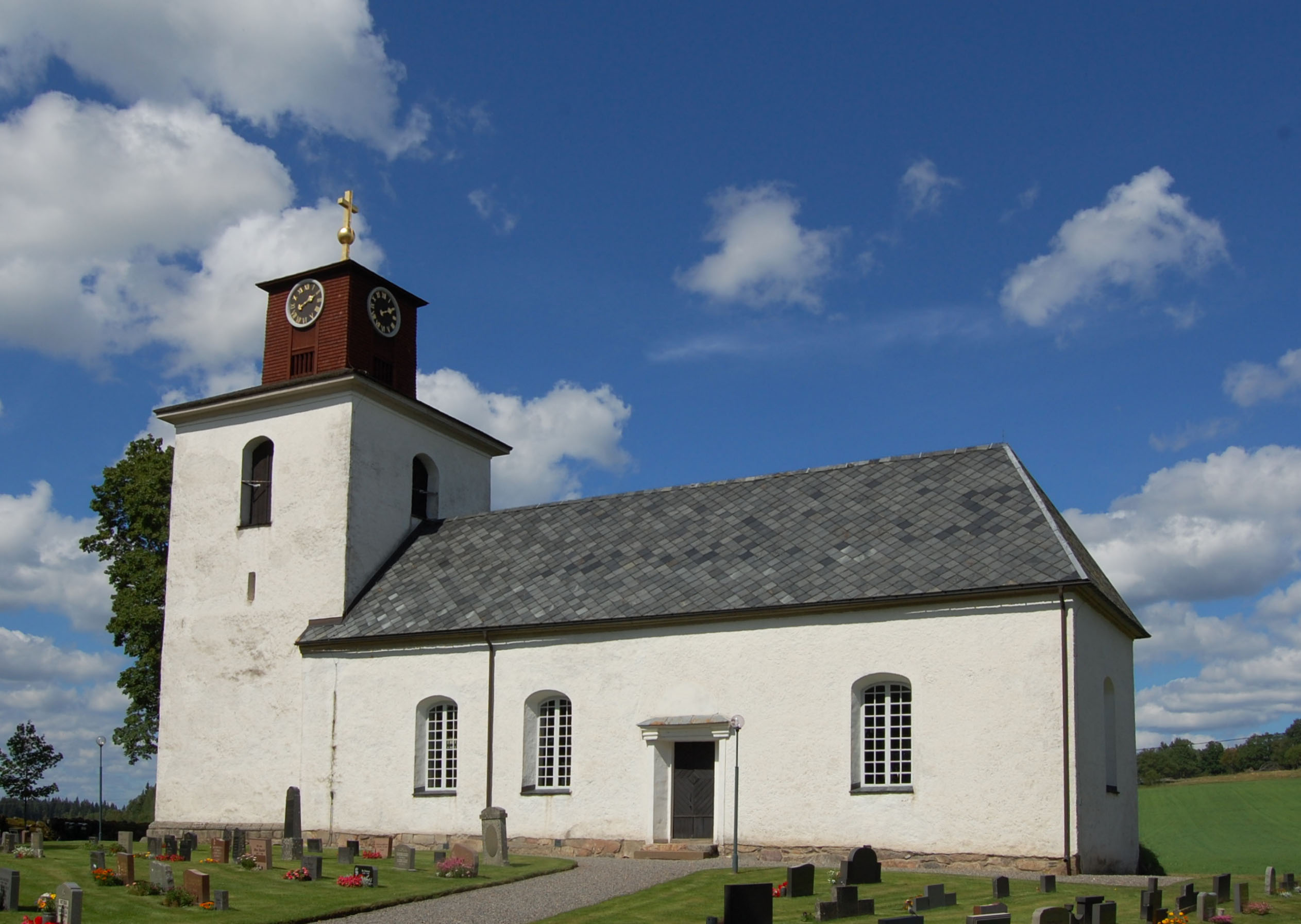
Kirche von Skepperstad

Die Kirche von Skepperstad ist eine Kirche im zur schwedischen Gemeinde Sävsjö gehörenden Dorf Skepperstad.
Die Kirche entstand Ende des 12. Jahrhunderts im Stil der Romanik. Der Kirchturm wurde im 13. Jahrhundert gebaut. Später wurden die oberen Teile des Turms wieder abgerissen. 1809 wurden die oberen Teile des Kirchturms wieder aufgebaut. Im Jahr 1833 erfolgte eine Erweiterung der Kirche nach Osten.
In der Kirche befinden sich mehrere mittelalterliche Skulpturen. Bemerkenswert ist dabei das Triumphkruzifix. Das Taufbecken verfügt über einen Fuß aus dem 12. Jahrhundert, während das Becken selbst erst 1952 aufgesetzt wurde. Etwas östlich der Kirche an der Friedhofsmauer steht der Runenstein Terlestenen.